# Wedego von Wedel
Wedego von Wedel (* 18. August 1899; † 30. Januar 1945 in Seegenfelde, Landkreis Friedeberg Nm.) war ein deutscher Rittergutsbesitzer und Verwaltungsbeamter.

## Leben
Wedego von Wedel war der einzige Sohn des Obersten a. D. und Gutsbesitzers Benno von Wedel (1847–1902) und der Elsbeth geb. von Dewitz-Zachow (1870–1945). Als der Erste Weltkrieg begann, besuchte der 15-jährige Halbwaise die Untertertia des Fürstlichen Gymnasiums in Wernigerode. Im letzten Kriegsjahr noch als Soldat eingesetzt, studierte er anschließend einige Semester an der Ruprecht-Karls-Universität Heidelberg und der Rheinischen Friedrich-Wilhelms-Universität Bonn. 1919 wurde er Mitglied des Corps Saxo-Borussia Heidelberg und 1920 Erstchargierter des Corps Borussia Bonn.
Im Anschluss an eine in Schönrade (von Wedemeyer) und Megow (von Heyden-Linden) absolvierte Landwirtschaftslehre übernahm er 1922 das seit dem Mittelalter in Familienbesitz befindliche, etwa 996 Hektar große Rittergut Gerzlow im Landkreis Soldin in der Neumark. 1925 wurde er durch seinen kinderlosen Onkel Edgard Graf von Wedel adoptiert und dadurch 1926 zusätzlich Besitzer des etwa 960 Hektar umfassenden, ebenfalls im Landkreis Soldin liegenden Rittergutes Rehfeld. Edgard von Wedel (1848–1943), Kammerherr bei der Kaiserin Friedrich und später Zeremonienmeister bei Wilhelm II., hatte dort ein „märkisches Trianon“ (d. h. ein als freie Kopie des Petit Trianon gestaltetes Schloss) errichtet. Der Grafentitel war als Majorat mit dem Besitz dieses Gutes verbunden und wurde daher nach 1919 kein amtlicher Namensbestandteil von Wedego von Wedel und seiner Frau Ottonie, die die vor den Vornamen gesetzte Bezeichnung „Graf“ bzw. „Gräfin“ ab 1926 nur inoffiziell nach Adelsrecht führten.
Wedego von Wedel trat 1928 der NSDAP bei, weil er glaubte, „in der nationalsozialistischen Bewegung das Mittel für die Wiedergenesung des Vaterlandes gefunden zu haben“. Im April 1933 ließ er sich in den (letztmalig gewählten) Preußischen Staatsrat wählen, der ihm jedoch nicht die bei seiner Kandidatur, zu der er sich noch vor den Märzwahlen entschlossen hatte, ursprünglich erhofften Wirkungsmöglichkeiten bot, weil diese Institution unmittelbar nach dem Zusammentritt von den Nationalsozialisten zu einem politisch einflusslosen Ehrengremium für NS-Größen und -Parteigänger umfunktioniert wurde. Daraufhin ließ er sich im Sommer des Jahres 1934 zum Generallandschaftsdirektor der Neumark bei der Mittelmärkischen Generallandschaftsdirektion mit Amtssitz in Berlin-Mitte (Wilhelmplatz 6) wählen, wo er mit seiner Familie eine Dienstwohnung mit sieben Zimmern bezog und in der Folgezeit mit Berliner Beamten und NSDAP-Funktionären gesellschaftlich verkehrte. Wichtigster Kontakt in Berlin wurde sein Schwager Wolf-Heinrich Graf von Helldorff, ein „alter Kämpfer“ des Nationalsozialismus und ab 1935 Polizeipräsident von Berlin. Eine Wiederwahl lehnte von Wedel 1938 ab und widmete sich zunächst wieder seinen Gütern. Von 1938 an nahm er für beide Gutsbereiche Gerzlow und Rehfeld Darlehen zum Bau von Werkswohnungen auf.
Wedego von Wedel war als gläubiger Christ bekannt, der sich auch in Anwesenheit von NS-Parteiführern zu seinem Glauben bekannte, was weitgehend respektiert wurde. So wurden Parteiredner, die in Gerzlow sprechen wollten, von der Kreisleitung vorab instruiert, dass hier nichts gegen die Kirche gesagt werden durfte. Anfang 1939 trat Wedel gleichwohl auf Weisung von Parteifunktionären aus dem Johanniterorden aus, da die NSDAP eine Doppelmitgliedschaft nicht duldete. Insgesamt betraf dies zehn Prozent der Mitglieder dieser für den evangelischen Landadel so wichtigen Kongregation.
Im Zweiten Weltkrieg kämpfte er in Polen, Frankreich und Russland, bis er 1942 unter Bezugnahme auf einen 1940 auf seinem Gut erlittenen Großbrand unabkömmlich gestellt wurde. Als Major und Kommandeur einer Aufklärungseinheit wurde er für einen Ausbruch aus dem Kessel von Demjansk mit dem Deutschen Kreuz in Gold ausgezeichnet. Es wird gemutmaßt, dass Wedel nach dem Attentat vom 20. Juli 1944 erfolgreich zugunsten seiner Schwester Ingeborg interveniert haben könnte, der Ehefrau des Berliner Polizeipräsidenten Graf Helldorff, da diese trotz der Verwicklung ihres Mannes nach dessen Hinrichtung nicht in Sippenhaft kam.
Am 30. Januar 1945 wurde ein von Wedego von Wedel organisierter Flüchtlingstreck vor der Abfahrt von einer sowjetischen Panzerspitze überrascht. Da Trecks zu dieser Zeit vom sowjetischen Militär noch verboten waren, wurde er zum Verhör in den Nachbarort Seegenfelde gebracht und späteren Berichten zufolge dort erschossen.

## Familie
Wedego war das jüngste Kind, er hatte vier ältere Schwestern. Die beiden ältesten hatten Gutsherren mit Besitz in der Neumark geheiratet: Schwester Armgard (* 1891) heiratete den Sportlehrer Major Hans Walter von Olberg (1876–1944), Pressesprecher der Bundesleitung des Stahlhelm, Leiter des Wehrsportprogramms im Stahlhelm-Studentenring Langemarck und AWA-Ausbilder der Schwarzen Reichswehr, später Chef der Offiziersausbildungsabteilung im OKH. Schwester Gisela (* 1892) erbte vom ersten Ehemann Kurt Fleischer, gefallen 1914, mit Gut Breitenstein (bei Altkarbe) und Dyk 4.000 Hektar Land, heiratete 1918 den Juristen Ernst von Abercron (1889–1945) und flüchtete 1945 ins Rheinland, wo durch die Heirat ihres Sohnes ein neuer, katholischer Zweig der Familie von Abercron aufblühte. Die Schwester Ingeborg (1894–1971) war zunächst mit dem erheblich älteren späteren Oberst Wilhelm Marschalck von Bachtenbrock (1869–1931) zusammen, einem Verwandten von Heinrich Heine mit jüdischen Vorfahren, von dem sie sich 1920 scheiden ließ und im selben Jahr in zweiter Ehe den Grafen von Helldorff heiratete. Seine jüngste Schwester Anneliese (1897–1974) ehelichte den Vetter Bernd von Wedel-Blankensee. Wenigstens zwei der Schwestern (Gisela 1930, Anneliese 1933) gehörten ebenfalls der NSDAP an, verhielten sich aber parteiintern nicht immer angepasst.
Am 9. Mai 1923 heiratete Wedego in Vehlingsdorf Ottonie von Wedel (1902–1994), eine Tochter des Landschaftsdirektors Carl von Wedel-Vehlingsdorf (1861–1934) und der Adelheid von Diest. Mit seiner Frau war Wedel Mitglied der Deutschen Adelsgenossenschaft, Landesabteilung Ostmark und dann Frankfurt (Oder).
Das Ehepaar hatte fünf Kinder. Die Witwe Ottonie von Wedel lebte mit den Kindern nach dem Krieg noch einige Jahre in der Prignitz. Ihr gemeinsamer Sohn Benno (* 1931) war in den 1950er Jahren als begabter Schachspieler in Wiesbaden aktiv, seine Familie wurde in Hessen ansässig.